# Kubok Ukraïny 1996-1997
La Kubok Ukraïny 1996-1997 (in ucraino Кубок України?) fu la 6ª edizione del torneo. La competizione iniziò il 14 agosto 1996 e terminò il 25 maggio 1997.

## Primo turno preliminare
| Squadra 1           | Risultato | Squadra 2                |
| ------------------- | --------- | ------------------------ |
| Pokuttia Kolomyia   | 1 – 2     | Halyčyna Drohobyč        |
| Paperovyk Malyn     | 1 – 0     | Keramik Baranivka        |
| Nerafa Slavutych    | 2 – 4     | Fakel Varva              |
| Nyva Bershad        | 1 – 0     | Ros Bila Tserkva         |
| Portovyk Kerch      | 0 – 1     | Dinamo Saky              |
| Portovyk Illichivsk | 1 – 0     | Torpedo Melitopol        |
| Hirnyk-Sport        | 0 – 1     | Šachtar-2                |
| Petrivtsi Myrhorod  | 3 – 1     | Avanhard Merefa          |
| Lokomotyv Smila     | 1 – 0     | Olimpiya Pivdenoukrainsk |

## Secondo turno preliminare
| Squadra 1                 | Risultato       | Squadra 2                  |
| ------------------------- | --------------- | -------------------------- |
| Halyčyna Drohobyč         | 1 – 0           | Zakarpattia Uzhhorod       |
| Paperovyk Malyn           | 0 – 1           | Veres Rivne                |
| Fakel Varva               | 0 – 1           | Desna Černihiv             |
| Nyva Bershad              | 1 – 1 (2–3 dcr) | Hazovyk Komarne            |
| Obolon'                   | 3 – 0           | Dnipro Čerkasy             |
| Karpaty Mukačeve          | 2 – 1           | Kalush                     |
| Systema-Boreks Borodyanka | 2 – 2 (7–8 dcr) | CSKA-2 Kiev                |
| Haray Zhovkva             | 2 – 0           | Khutrovyk Tysmenytsia      |
| Oskil Kupyansk            | 1 – 0           | Metalist Kharkiv           |
| Šachtar Stachanov         | 1 – 2           | Metalurh Donetsk           |
| Viktor Zaporizhia         | 1 – 0           | Metalurh Novomoskovsk      |
| Dinamo Saky               | 1 – 2           | Tytan Armyansk             |
| Portovyk Illichivsk       | 2 – 1           | Odessa                     |
| Šachtar-2                 | 0 – 2           | Metalurh Mariupol          |
| Petrivtsi Myrhorod        | 1 – 0           | Avanhard-Industria Rovenky |
| Lokomotyv Smila           | 0 – 1           | Krystal Cherson            |

## Terzo turno preliminare
| Squadra 1           | Risultato       | Squadra 2                    |
| ------------------- | --------------- | ---------------------------- |
| Halyčyna Drohobyč   | 0 – 0 (2–4 dcr) | Bukovyna Černivci            |
| Veres Rivne         | 2 – 3           | Volyn'                       |
| Desna Černihiv      | –               | Yavir Krasnopilya            |
| Hazovyk Komarne     | 3 – 0           | Podillya Khmelnytskyi        |
| Obolon'             | 1 – 2           | Dinamo-2 Kiev                |
| Karpaty Mukačeve    | 3 – 2           | Krystal Chortkiv             |
| CSKA-2 Kiev         | 2 – 1           | Khimik Zhytomyr              |
| Haray Zhovkva       | 0 – 1           | Lviv                         |
| Oskil Kupyansk      | 0 – 0 (3–2 dcr) | Naftovyk Okhtyrka            |
| Metalurh Donetsk    | 3 – 2           | Shakhtar Makiivka            |
| Viktor Zaporizhia   | 0 – 2           | Polihraftekhnika Oleksandria |
| Dinamo Saky         | 1 – 0           | Stal Alchevsk                |
| Portovyk Illichivsk | 3 – 0           | Mykolaiv                     |
| Metalurh Mariupol   | 5 – 0           | Zorya Luhansk                |
| Petrivtsi Myrhorod  | 2 – 0           | Khimik Severodonetsk         |
| Krystal Cherson     | 3 – 3 (5–6 dcr) | Metalurh Nikopol             |

## Sedicesimi di finale
| Squadra 1                    | Risultato       | Squadra 2                    |
| ---------------------------- | --------------- | ---------------------------- |
| Bukovyna Černivci            | 1 – 2           | Karpaty                      |
| Volyn'                       | 1 – 0           | Tavriya Simferopol           |
| Yavir Krasnopilya            | 0 – 0 (3–4 dcr) | Kremin' Kremenčuk            |
| Hazovyk Komarne              | 0 – 2           | Metalurh Zaporižžja          |
| Dinamo-2 Kiev                | 0 – 4           | Čornomorec'                  |
| Karpaty Mukačeve             | 2 – 1           | Kryvbas Kryvyi Rih           |
| CSKA-2 Kiev                  | 1 – 2           | Torpedo Zaporizhia           |
| Lviv                         | 2 – 3           | Dnipro                       |
| Oskil Kupyansk               | 2 – 3           | Nyva Vinnycja                |
| Metalurh Donetsk             | 1 – 1 (5–6 dcr) | Dinamo Kiev                  |
| Polihraftekhnika Oleksandria | 1 – 0           | Prykarpat'e Ivano-Frankivs'k |
| Dinamo Saky                  | 0 – 2           | CSKA Kiev                    |
| Portovyk Illichivsk          | 1 – 1 (3–4 dcr) | Zirka Kirovohrad             |
| Metalurh Mariupol            | 1 – 3           | Šachtar                      |
| Khimik Severodonetsk         | 4 – 0           | Nyva Ternopil                |
| Metalurh Nikopol             | 0 – 3           | Vorskla                      |

## Ottavi di finale
| Squadra 1         | Risultato       | Squadra 2                     |
| ----------------- | --------------- | ----------------------------- |
| Dnipro            | 2 – 0           | Torpedo Zaporizhia            |
| Nyva Vinnycja     | 0 – 0 (4–3 dcr) | Dinamo Kiev                   |
| CSKA Kiev         | 1 – 0           | Polihraftekhnika Oleksandriya |
| Zirka Kirovohrad  | 0 – 1           | Šachtar                       |
| Karpaty           | 1 – 0           | Volyn'                        |
| Kremin' Kremenčuk | 3 – 5           | Metalurh Zaporižžja           |
| Čornomorec'       | 7 – 0           | Karpaty Mukačeve              |
| Vorskla           | 2 – 0           | Khimik Severodonetsk          |

## Quarti di finale
| Squadra 1   | Totale | Squadra 2           | Andata | Ritorno |
| ----------- | ------ | ------------------- | ------ | ------- |
| Karpaty     | 1 – 4  | Metalurh Zaporižžja | 1 – 1  | 0 – 3   |
| Čornomorec' | 0 – 4  | Dnipro              | 0 – 1  | 0 – 3   |
| CSKA Kiev   | 3 – 1  | Nyva Vinnycja       | 2 – 0  | 1 – 1   |
| Vorskla     | 1 – 2  | Šachtar             | 0 – 0  | 1 – 2   |

## Semifinali
| Squadra 1           | Totale | Squadra 2 | Andata | Ritorno |
| ------------------- | ------ | --------- | ------ | ------- |
| Šachtar             | 5 – 1  | CSKA Kiev | 2 – 1  | 3 – 0   |
| Metalurh Zaporižžja | 2 – 3  | Dnipro    | 2 – 0  | 0 – 3   |

## Finale
| Arbitro: | Serhiy Tatulian (Kiev) |

|              |           |  |
| Atel'kin 36’ | Marcatori |  |